# Inolvidable
Inolvidable  è un singolo della cantante brasiliana Giulia Be, pubblicato il 9 ottobre 2020 su etichetta Warner Music Brasil.

## Video musicale
Il video musicale è stato reso disponibile in concomitanza con l'uscita del brano.

## Tracce
Testi e musiche di Giulia Be, Clips Ahoy, Cris Chill, David Julca e Jonathan Julca.
1. Inolvidable – 3:06

## Formazione
Musicisti
- Giulia Be – voce
- Clips – tastiera, percussioni
- Jean Rodriguez – percussioni
- Johnny Echo – percussioni

Produzione
- Ronald Villamizar – produzione
- XAXO – produzione

## Inesquecível
Una versione del brano cantata in portoghese, Inesquecível, è stata realizzata con il cantautore brasiliano Luan Santana e pubblicata come singolo il 9 ottobre 2020 su etichetta Warner Music Brasil.

### Video musicale
Il videoclip relativo è stato reso disponibile il 9 ottobre 2020, in concomitanza con la messa in commercio del brano.

### Tracce
Testi e musiche di Giulia Be, Clips Ahoy, Cris Chill, David Julca e Jonathan Julca.
1. Inesquecível (con Luan Santana) – 3:06

### Formazione
Musicisti
- Giulia Be – voce
- Luan Santana – voce
- Dalto Max – batteria
- Gabriel Lolli – chitarra
- Luis Felipe Bade – chitarra
- Paul Ralphes – tastiera, percussioni
- Rodrigo Tavares – tastiera

Produzione
- Jean Rodriguez – produzione
- Paul Ralphes – produzione

### Classifiche

#### Classifiche settimanali
| Classifica (2020) | Posizione massima |
| ----------------- | ----------------- |
| Portogallo        | 3                 |

#### Classifiche di fine anno
| Classifica (2020) | Posizione |
| ----------------- | --------- |
| Portogallo        | 131       |
| Classifica (2021) | Posizione |
| Portogallo        | 16        |